# Eisenbahnunfall von Getå
Der Eisenbahnunfall von Getå ereignete sich am 1. Oktober 1918 bei dem kleinen Ort Getå in der schwedischen Gemeinde Norrköping. Mindestens 42 Menschen starben. Es war der schwerste Eisenbahnunfall in der Geschichte Schwedens.

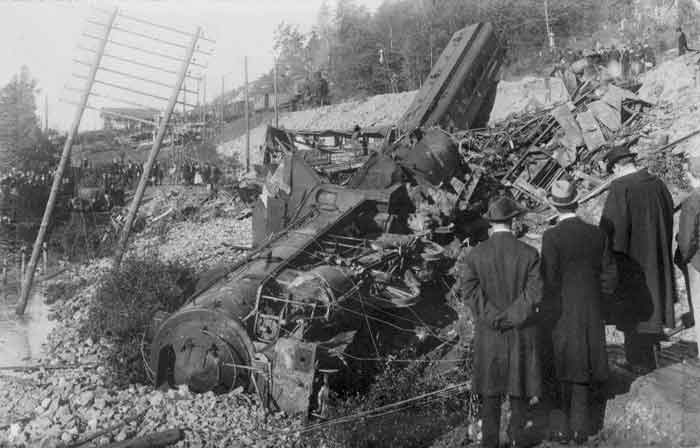
Die Lok nach ihrem Sturz vom Bahndamm auf die darunter liegende Straße. Die ersten Wagen liegen ausgebrannt hinter der Lok und der Speisewagen steht in einem 45-Grad-Winkel am Bahndamm.

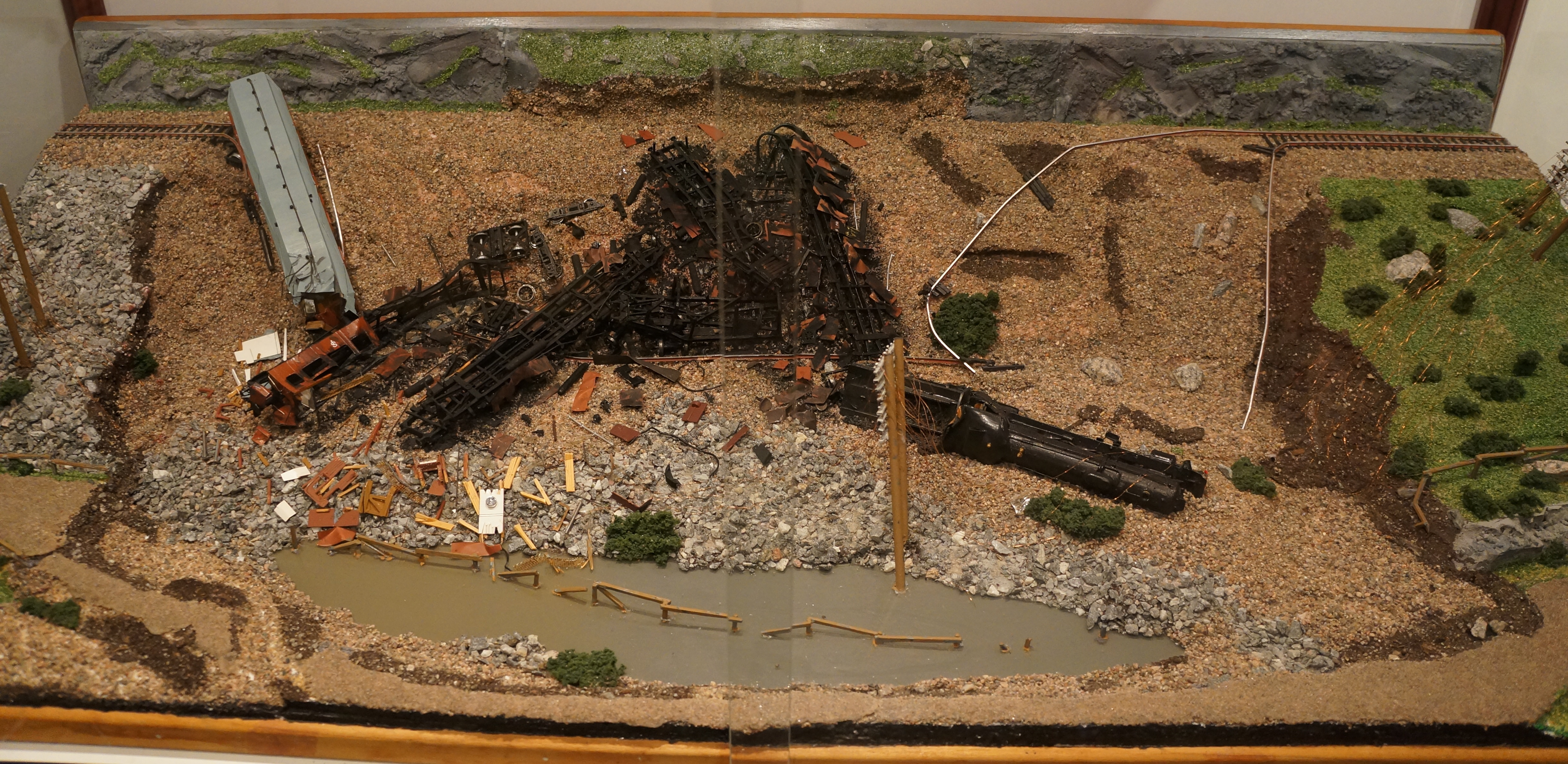
Modell der Unfallstelle

## Ausgangslage

### Strecke
Die Bahnstrecke Järna–Åby von Åby nach Norrköping wurde am 1. Oktober 1913 eingeweiht. Schon vor dem Bau gab es eine geologische Untersuchung des Geländes, da im späteren Unfallbereich eine Verwerfung bekannt war. Hier verlief die Strecke an einer steilen Böschung aus Lehm- und Kiesschichten, die hinab zum Ufer der Bucht Bråviken führt.
Der Frühling 1918 war so trocken gewesen, dass sich im Boden Risse gebildet hatten. Der September war dagegen ungewöhnlich regnerisch, so dass das Wasser in die Spalten eindrang und sich der Grund mit Wasser vollsaugte. Vollgesogen mit Wasser wurde der Boden auch schwerer. Ein Zug hatte die spätere Unfallstelle um 18:26 Uhr ohne Probleme passiert. Noch um 18:50 Uhr hatte ein Brauereiauto die Unglücksstelle auf der Landstraße befahren, ohne etwas zu bemerken.

### Zug

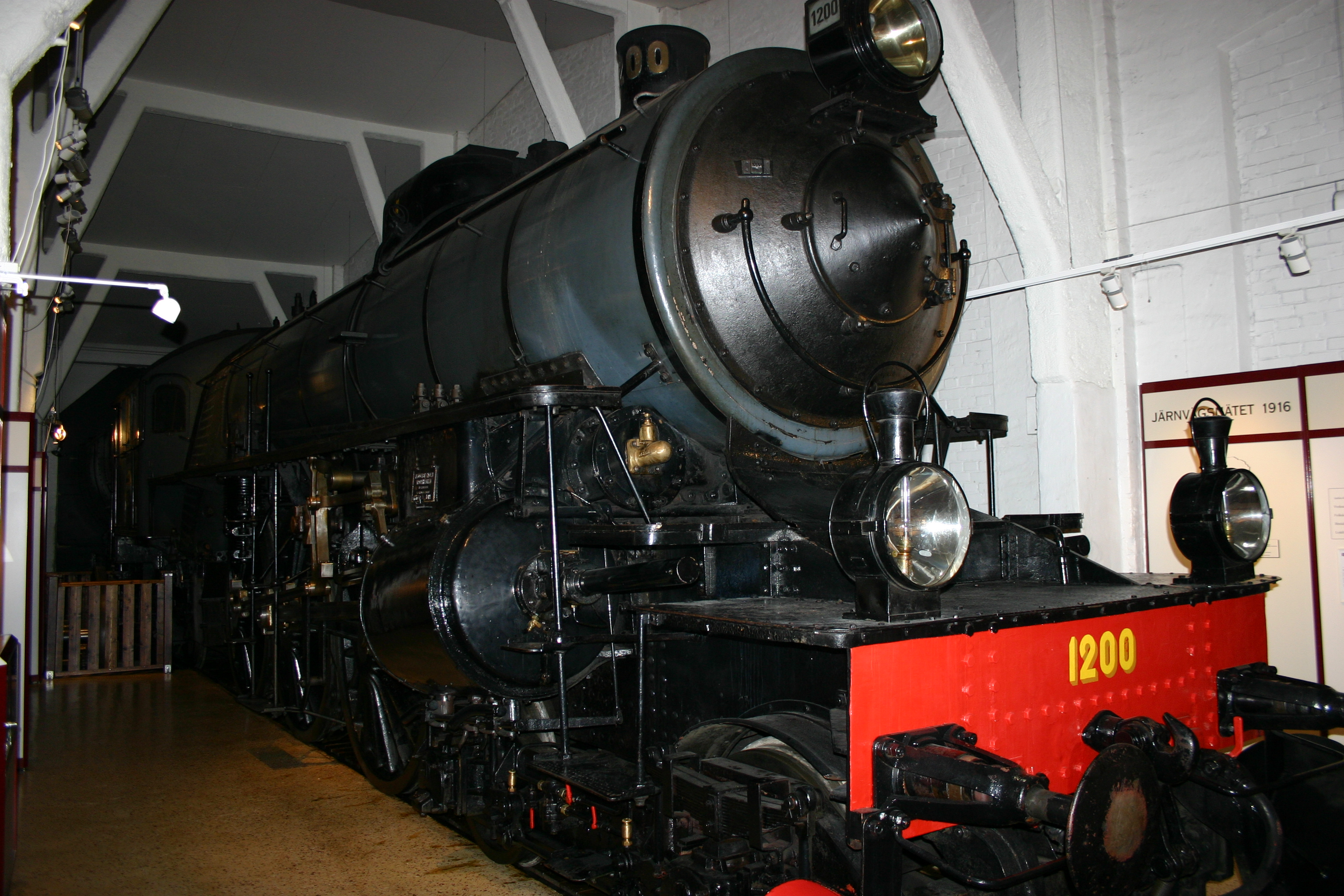
Dampflokomotive F 1200 im Eisenbahnmuseum Gävle

Der Personenzug Nr. 422 bestand aus einer Lokomotive und zehn Wagen, die Personenwagen mit hölzernem Aufbau:

- Dampflok F 1200 (erhalten im schwedischen Eisenbahnmuseum in Gävle)
- Postwagen DFo 1107 (beim Unfall zerstört)
- Güterwaggon F1 25591 (beim Unfall zerstört)
- Personenwagen C3d 2050 (beim Unfall zerstört)
- Personenwagen Co5 2039 (beim Unfall zerstört)
- Personenwagen Co1 1235 (beim Unfall zerstört)
- Personenwagen Co5 2044 (beim Unfall zerstört)
- Speisewagen ABo3 2466 (nach dem Unfall repariert, verschrottet 1960)
- Schlafwagen Bo1 1015 (unbeschädigt, verschrottet 1949)
- Personenwagen BCo 1429 (unbeschädigt, verschrottet 1963)
- Extra-Güterwaggon G3 19003 (unbeschädigt, verschrottet 1952)

Der Zug hatte Malmö um 7 Uhr verlassen. In Mjölby fand ein Lokwechsel statt: Die F 1200 ersetzte die Lokomotive F 1271. In Norrköping hatte der Zug 12 Minuten Verspätung, bis Åby hatte er zwei Minuten aufgeholt. Etwa 170 Menschen befanden sich im Zug.

## Unfallhergang
Die erste Ahnung von einer herannahenden Katastrophe hatte der Fahrdienstleiter in Getå, als er zwischen 18:33 Uhr und 18:40 Uhr Schwankungen der Telefonleitungen registrierte. Dass etwas Unvorhergesehenes geschehen war, wurde um 18:55 Uhr zur Gewissheit, als die Telefonverbindung unterbrochen wurde.
Am 1. Oktober 1918 kam es kurz vor 18:55 Uhr zu einem Erdrutsch, bei dem eine Kiesschicht über eine Lehmschicht glitt. Bahn- und Straßendamm rutschten auf einer Breite von 45 Metern etwa 60 Meter talwärts, eine kleine Landzunge im Bråviken bildete sich durch die Gesteinsmassen neu.
Der Zug erreichte den Erdrutsch kurz nach dem Abgang. Der Lokomotivführer schaffte es noch, die Warnglocke zu läuten, aber der Zug entgleiste mit einer geschätzten Geschwindigkeit von 65–70 km/h. Die Lokomotive stürzte auf die Landstraße und blieb auf der rechten Seite liegen. Die ersten sechs Wagen des Zuges wurden zerstört. Die meisten Menschen starben in den Wagen 2039 und 1235, die sich gegenseitig zertrümmerten. Der Speisewagen stand nach dem Unfall im 45-Grad-Winkel am Rand des Bahndamms. Die zwei letzten Wagen verblieben im Gleis. Glühende Kohle entzündete die hölzernen Wagenkästen. Viele eingeklemmte Reisende konnten noch befreit werden, viele wurden aber auch vom Feuer erfasst, das sich rasch ausbreitete. Durch den Brand erklärt sich auch die hohe Zahl der Opfer.

## Folgen

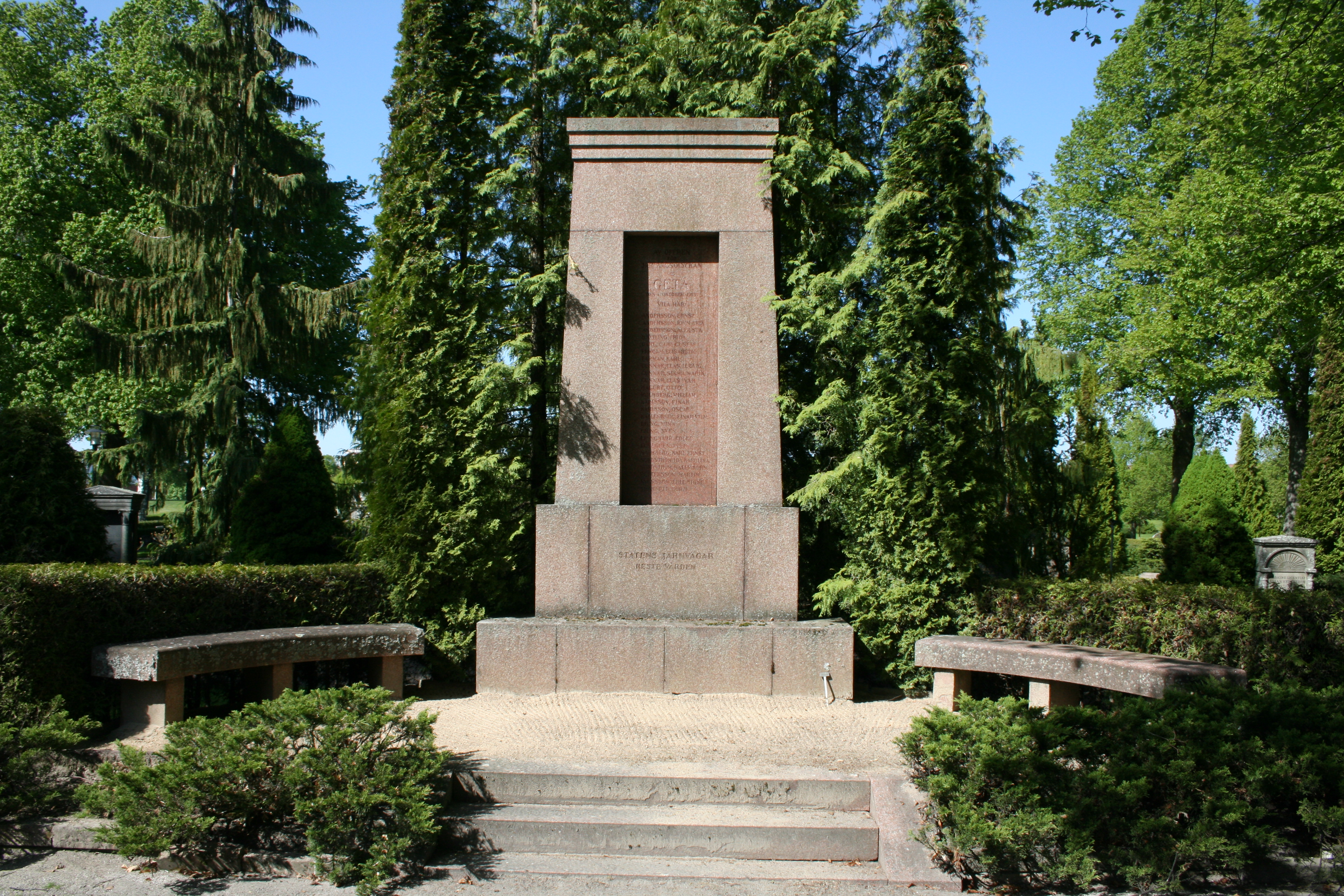
Grabstätte der Opfer auf dem Norra kyrkogården in Norrköping

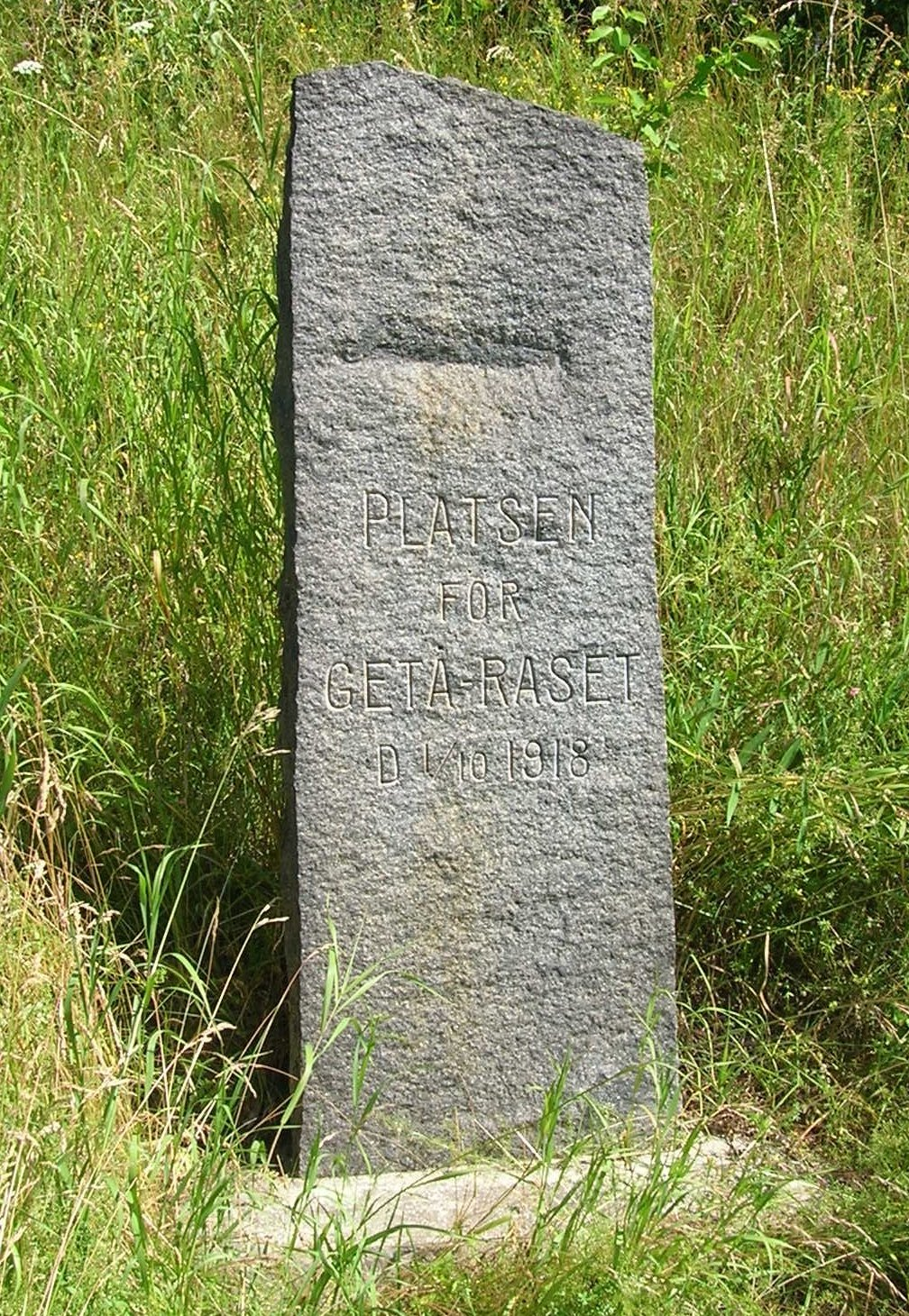
Gedenkstein am Unfallort

### Unmittelbare Folgen
Mindestens 42 Menschen starben. Von fünf weiteren Personen, die zur Zeit des Unfalls als vermisst gemeldet wurden, wird angenommen, dass sie ebenfalls zu den Opfern gehörten. Die genaue Anzahl der getöteten Personen war nicht zu ermitteln.
Der Lokführer erlitt beim Absturz der Lokomotive eine Gehirnerschütterung, war jedoch in der Lage, sich aus der Lok zu befreien. Der Schaffner war zum Unglückszeitpunkt in einem der hinteren Wagen. Nachdem er sich kurz mit dem Lokführer besprochen hatte, begab er sich auf den Weg in Richtung Åby, dessen Bahnhofspersonal er von einer nahen Villa aus telefonisch benachrichtigen konnte. Gleichzeitig ging der Schrankenwärter eines östlich gelegenen Bahnübergangs in Richtung Westen, um zu klären, warum der vorgemeldete Zug nicht kam. Nachdem er den Platz der Katastrophe erreicht hatte, begab er sich eilig zurück nach Getå, um den Bahnhof in Krokek über den Unfall zu unterrichten.

### Gedenken
Am 10. Oktober 1918 wurden die 15 eindeutig identifizierten Opfer und die übrigen Toten auf dem Nordfriedhof in Norrköping gemeinsam begraben. Über dem Grab wurde ein fünf Meter hoher Granitblock aus dem Steinbruch Graversfors aufgestellt. Auch am Unfallort steht heute ein Gedenkstein neben der Landstraße.

### Untersuchung
Einen Tag nach der Katastrophe begann die königliche Eisenbahnbehörde mit der Ermittlung der Unglücksursache, wobei zunächst das Zugpersonal befragt wurde. Nach Annoncen in regionalen Zeitungen konnten auch viele der überlebenden Reisenden befragt werden. Es war unter anderem zu klären, ob das in der Beleuchtung verwendete Acetylengas den Brand verursacht hatte. Die Ermittler kamen aber zu dem Schluss, dass glühende Kohle das Feuer ausgelöst hatte.
Bohrungen bis hinab zum Felsuntergrund wurden von der geotechnischen Kommission vorgenommen. Sie stellte fest, dass unter dem Bahndamm abwechselnd mehrere Schichten von Lehm und Kies lagen, die sich hier nach der letzten Eiszeit abgelagert hatten, und dass schon in vorhistorischer Zeit hier ein Erdrutsch erfolgt war, was zu einem Fluss des Grundwassers geführt hatte, der wiederum den Erdrutsch begünstigte. Diese speziellen Verhältnisse waren den Verantwortlichen beim Bahnbau nicht bekannt, sodass sie die Tragfähigkeit des Bodens falsch einschätzten. 1923 ereignete sich ein weiterer Erdrutsch an gleicher Stelle, der die Landstraße betraf.

### Konsequenzen
Die geotechnische Untersuchung der Unglücksstelle hatte landesweit große Auswirkung auf spätere Planungen von Bauprojekten. Deren Vorgehensweise war beispielgebend für ähnliche Analysen in der Folgezeit. Bei der Wiederherstellung der Bahnstrecke wurden die Gleise näher am Berg verlegt und der Untergrund mit Steinen stabilisiert. Die Höchstgeschwindigkeit an der Unglücksstelle wurde zeitweilig auf 15 km/h abgesenkt.

## Weiter wissenswert
Die Lokomotive F 1200 lag noch bis zum 15. November an der Unglücksstelle. Nach Reparatur und einer Probefahrt am 21. Mai 1919 fuhr sie für die schwedische Staatsbahn bis 1937. Danach wurde sie an die Dänischen Staatsbahnen  für 30.876 dänische Kronen verkauft und dort noch mehrere Jahre genutzt. 1943 geriet sie in der Nähe von Korsør in einen Luftangriff der Alliierten. 1963 kehrte sie nach Schweden zurück und ist heute im schwedischen Eisenbahnmuseum in Gävle ausgestellt.